# Dorsvloer vol confetti
Dorsvloer vol confetti is de debuutroman van Franca Treur uit 2009.
Het boek is een psychologische roman over een gelovige boerenfamilie in Zeeland. Hoofdpersoon Katelijne Minderhoud groeit op tussen zes broers en heeft moeite met haar positie in de mannenwereld waarin ze opgroeit. Ze houdt van lezen, terwijl haar moeder de tuin belangrijk vindt en haar vader en broers zich met de koeien van hun boerderij bezighouden. In het begin van het boek is Katelijne twaalf jaar en aan het einde zit ze op de middelbare school. 
Dorsvloer vol confetti wordt wel vergeleken met Knielen op een bed violen van Jan Siebelink. Beide boeken zijn fictief maar met autobiografische elementen. Op betrokken en mild-kritische wijze wordt het bevindelijk gereformeerde milieu beschreven, waar de schrijvers in opgegroeid zijn maar waarvan ze afstand hebben genomen.
In 2010 won Franca Treur de Selexyz Debuutprijs. Het boek werd meerdere malen genomineerd, waaronder voor de NS Publieksprijs.
In 2014 werd het boek verfilmd onder regie van Tallulah Hazekamp Schwab.